# Mamino
Mamino [pronunciación en polaco: /maˈminɔ/] es un pueblo ubicado en el distrito administrativo de Gmina Sypniewo, dentro del Condado de Maków, Voivodato de Mazovia, en el este de Polonia central. Se encuentra aproximadamente a 4 kilómetros al norte de Sypniewo, a 25 kilómetros al noreste de Maków Mazowiecki, y a 95 kilómetros al norte de Varsovia.
El pueblo tiene una población de 395 habitantes.